# Dikwa
Dikwa, ook Dikoa genoemd, is een plaats en LGA in het uiterste noordoosten van de Nigeriaanse staat Borno, vlak bij de staatsgrens met Kameroen. De plaats ligt in de vruchtbare vlakte van het zuidelijke Tsjaadbekken, tussen het Tsjaadmeer en het Mandara-gebergte. Ten oosten van Dikwa stroomt de Yedseram-rivier, die ooit in het Tsjaadmeer uitmondde.
De nationale weg A3 tussen Maiduguri en de staatsgrens loopt door Dikwa in west-oostelijke richting. Deze weg maakt deel uit van de Trans-Afrikaanse weg 5. Verder leiden wegen ook naar het noorden en het zuiden.
De LGA Kukawa telde in 2016 naar schatting 147.600 inwoners op een oppervlakte van 1.673 km².

## Geschiedenis

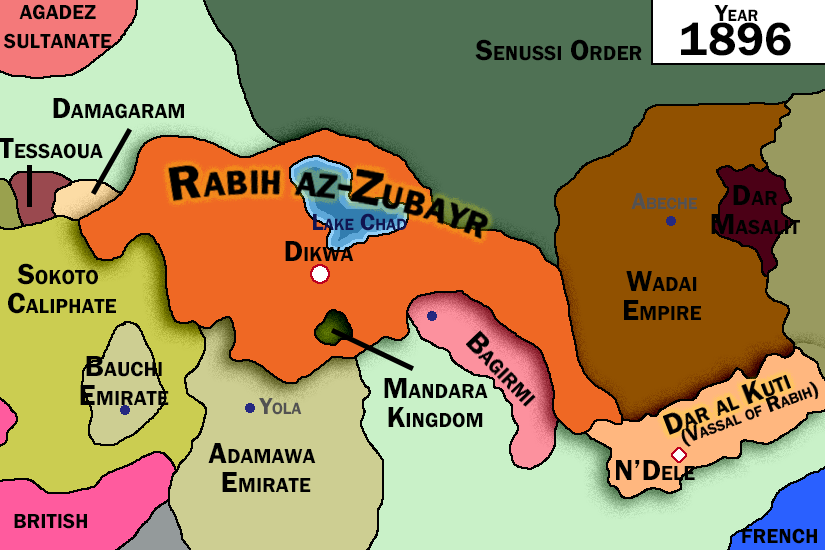
Dikwa werd na 1893 de hoofdstad van het rijk van Rabih az-Zubayr

Wanneer de stad precies gesticht werd en wanneer de muren met een dikte van 9 meter werden gebouwd, is niet bekend. In de jaren 1850 was het een belangrijk centrum van het Kanem–Bornu Rijk geworden en werd de stad bewoond door de Kanuri en Shuwa. Op 1 december 1851 bereikte de Duitse ontdekkingsreiziger Heinrich Barth de stad, waar hij enige dagen met zijn reisgezelschap gebleven is. Hij beschreef de stad als ommuurd, met daarin hoge en aan de bovenzijde afgeronde hutten, overschaduwd door grote bomen en slingerplanten. Het binnenste van de stad bestond uit lemen woningen.
De stad Dikwa maakte deel uit van het koninkrijk Bornu voordat het in 1893 door Rabih az-Zubayr werd ingenomen. De laatste heeft de plaats versterkt en Dikwa werd de hoofdstad van zijn koninkrijk van 1893 tot 1900. Delen van de omwalling van de stad zijn tot op de dag van vandaag bewaard gebleven.
In 1900 versloegen de Franse koloniale troepen onder bevel van Amédée-François Lamy in de Slag bij Kousséri Rabih az-Zubayr en veroverden Dikwa. De stad werd in 1902 aan de Duitsers overgedragen vanwege een in 1893 ondertekend verdrag tussen de koloniale machten van Duitsland en Groot-Brittannië, waarin bepaald werd dat de stad Dikwa Duits zou worden. Dit verdrag ligt aan de oorsprong van het emiraat Dikwa.
Tussen 1902 en 1916 was Dikwa de hoofdstad van wat de Europeanen Duits Borno noemden. In mei 1902 werd de slavenmarkt van de stad op Duits bevel gesloten. Na de Eerste Wereldoorlog tot 1961 werden de stad en het Emiraat Dikwa bestuurd door de Britten onder een mandaat van de Volkenbond (Brits-Kameroen). In 1942 was Dikwa niet langer de hoofdstad van het emiraat Dikwa. De plaats Bama werd de hoofdstad van het emiraat die zijn naam als emiraat Dikwa  behield.
Na een volksraadpleging van de Verenigde Naties in 1961 werden de stad en het emiraat Dikwa officieel onderdeel van het land Nigeria.

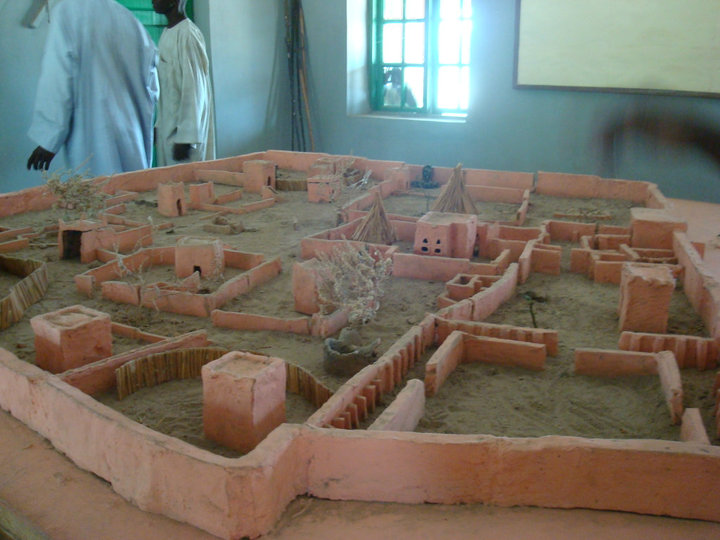
Maquette van de historische vesting van Dikwa
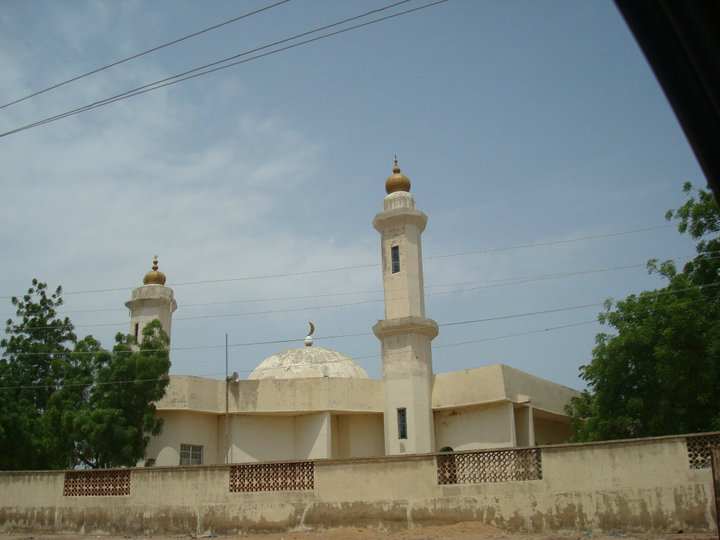
Moskee van Dikwa
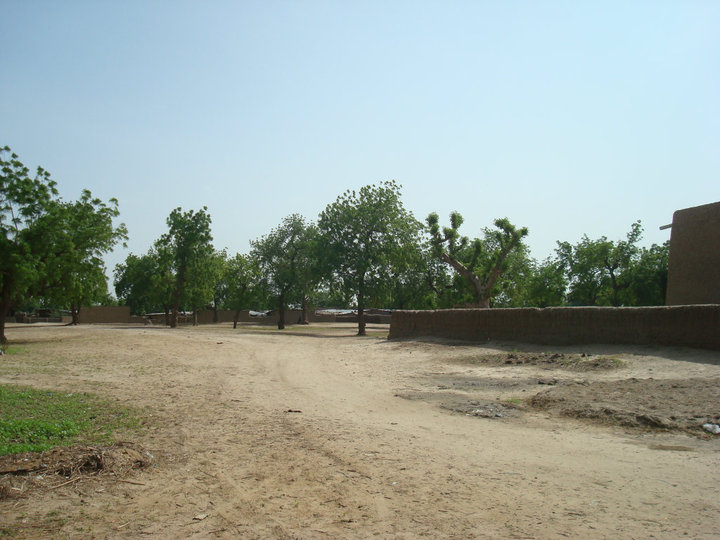
Restanten van de omwalling van Dikwa
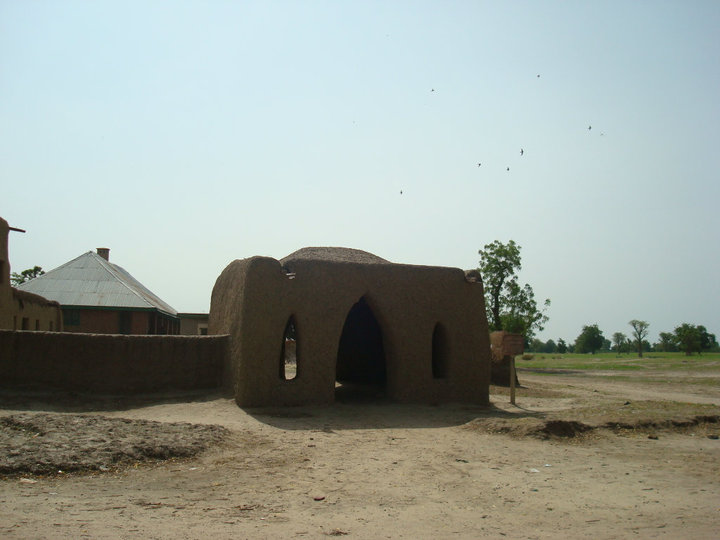
Poort en bijbehorende omwalling van Dikwa van Dikwa

## Economie
Het grootste deel van de bevolking van de stad en het omliggende gebied houdt zich bezig met het hoeden van vee en het bedrijven van landbouw. Er wordt voornamelijk katoen, pinda's, gierst, sorghum, maïs en indigo verbouwd. Visserij is belangrijk en zowel langs de oevers van het Tsjaadmeer als de Yedseram-rivier wordt gevist. Het weven en verven van katoen zijn belangrijke lokale activiteiten, evenals het looien van leer. De Shuwa gebruiken hun vee ook om goederen en mensen te vervoeren, wat verder ongebruikelijk is in Nigeria.